# Simon Elliott
Simon John Elliott (* 10. Juni 1974 in Wellington) ist ein ehemaliger neuseeländischer Fußballspieler, der zuletzt beim US-amerikanischen Verein CD Chivas USA aktiv war. Außerdem spielte er für die neuseeländische Nationalmannschaft.

## Vereinskarriere
Als Student spielte Elliott an der Stanford University und wechselte 1999 zum US-amerikanischen Zweitligisten Boston Bulldogs. Hier spielte er vier Jahre, ehe er einen Vertrag bei Los Angeles Galaxy unterzeichnete. Während seiner Zeit in Boston absolvierte er 126 Spiele und schoss dabei 19 Tore. In Los Angeles spielte Elliott bis 2006 26-mal, im Sommer 2006 ging er nach England zum Londoner Verein FC Fulham, wo er bis 2008 12-mal in der höchsten Liga des Landes spielte.
Von 2009 bis 2010 spielte wieder in der Major League Soccer bei den San José Earthquakes, ehe er im November 2010 einen Kurzzeit Vertrag beim A-League Teilnehmer Wellington Phoenix unterschrieb. Im Jahr 2011 verließ er seine neuseeländische Heimat wieder und kehrte in die USA zurück, wo er sich CD Chivas USA anschloss. Sein letztes Spiel als Profi absolvierte er am 3. Oktober 2011, gegen Philadelphia Union.

## Nationalmannschaft
Mit der neuseeländischen Nationalmannschaft gewann der Mittelfeldspieler 2002 den OFC-Nationen-Pokal im Finale gegen Australien. Außerdem nahm er am Konföderationen-Pokal 2003 und 2009 teil und gehörte 2008 zum neuseeländischen Olympiaaufgebot. Bei der Weltmeisterschaft 2010 in Südafrika, kam er bei allen drei Gruppenspielen der All-Whites zum Einsatz. Sein letztes Länderspiel war die 0:3-Niederlage im Freundschaftsspiel gegen Mexiko am 2. Juni 2011.

## Erfolge
- OFC-Nationen-Pokal:
  - 2002